# Jamali
Jamali is een bestuurslaag in het regentschap Cianjur van de provincie West-Java, Indonesië. Jamali telt 10.748 inwoners (volkstelling 2010).